# Guillaume Jacques
Guillaume Jacques (chinês: 向柏霖, pinyin: Xiàng Bólín, nascido em 1979) é um francês linguista dos bretões que se especializa no estudo das relações dos idiomas sino-tibetanos: chinês velho, Tangut, Tibetano, Rgyalrôngico e Kiranti idiomas. Ele também pesquisa sobre as famílias de idiomas algonquiano e siouano; ele ocasionalmente publica sobre idiomas de outras famílias, como o bretão. Seus estudos de caso em fonologia histórica são definidos no âmbito da fonologia pancrônica, com o objetivo de formular generalizações sobre a mudança de som que são independentes de qualquer idioma ou grupo de idiomas em particular.
Ele é um dos principais colaboradores da Pangloss Collection, um arquivo aberto de dados em idiomas ameaçados.
Ele foi premiado com a medalha de bronze do CNRS em 2015.

## Biografia
Guillaume Jacques estudou linguística na Universidade de Amsterdã e na Universidade Paris Diderot, obtendo seu doutorado em 2004, com uma dissertação sobre fonologia e morfologia da língua japhug (uma das línguas rgyalrongicas), baseada em trabalho de campo realizado em Sichuan, China em 2002-2003. Lecionou na Universidade de Paris Descartes por quatro anos, antes de assumir uma posição permanente de pesquisa no Centre de recherches linguistiques sur l'Asie orientale (CRLAO).

## Atividades editoriais
Guillaume Jacques é um dos editores do periódico de linguística Cahiers de linguistique - Asie orientale. Ele é membro do conselho editorial da Diachronica, Linguistics Vanguard e Linguistics of the Tibeto-Burman Area.

## Obras
- 2000. "The character ywij and the reconstruction of the Zhi and Wei rhymes"; Cahiers de Linguistique: Asie Orientale 29.2: 205–222.
- 2003. "Jiarongyu, Zangyu ji Shanggu Hanyu de -s houzhui" (suff 语 、 藏语 及 上古 的 的 -s 后缀) [O sufixo –s em Rgyalrong, chinês arcaico e tibetano]; Minzu Yuwen (语文) 2003.1: 12–15.
- 2003. "Un cas de dissimilation labiale en chinois archaïque: la racine 'couvrir, renverser' et son équivalent en tibétain"; Cahiers de Linguistique: Asie Orientale 32.1: 123–130.
- 2004. "Chabaohua de chongdie xingshi" (Reduplicação em Japhug). Minzu Yuwen (2004): 4–11.
- 2007. Textes tangoutes I, Nouveau recueil sur l'amour parental et la piété filiale. Munique: Lincom Europa. ISBN 978-3-89586-766-8
- 2007. "A shared suppletive pattern in the pronominal systems of Chang Naga and Southern Chang"; Cahiers de Linguistique: Asie Orientale 36.1: 61–78.
- 2008. Jiarongyu Yanjiu (嘉绒 语 研究) [Um estudo sobre a língua rGyalrong]. Pequim: Minzu chubanshe. ISBN 978-7-105-09604-6
- 2008. Xixiayu de mingcixing weiyu (On 语 的 名词 性 谓语) [Sobre predicados nominais em Tangut]; Minzu Yuwen (语文) 2008.4: 37–39.
- 2009. "The origin of vowel alternations in the Tangut verb", Language and Linguistics 10.1: 17–27.
- 2010. "The inverse in Japhug Rgyalrong"; Language & Linguistics 11.1: 127–157.
- 2010. "Notes complémentaires sur les verbes à alternance ‘dr/'br en tibétain", Revue d'Etudes Tibétaines, nº 19, outubro de 2010, pp.   27-29.
- 2011. "A Panchronic Study of Aspirated Fricatives, with New Evidence from Pumi." Lingua 121 (9): 1518–38.
- 2012. "Demoção de argumentos em Japhug Rgyalrong." Em Ergatividade, Valência e Voz, 199-225. Berlim: De Gruyter Mouton.
- 2013. "Harmonization and Disharmonization of Affix Ordering and Basic Word Order". Linguistic Typology 17.2: 187-217.
- 2013. "Applicative and Tropative Derivations in Japhug Rgyalrong." Linguistics of the Tibeto-Burman Area 36.2: 1-13.
- 2014. "Denominal Affixes as Sources of Antipassive Markers in Japhug Rgyalrong." Lingua 138: 1–22.
- 2015. "On the cluster *sr–in Sino-Tibetan", Journal of Chinese Linguistics 43.1: 215–223.
- 2019. "Dated language phylogenies shed light on the ancestry of Sino-Tibetan". por Sagart, Laurent e Jacques, Guillaume e Lai, Yunfan e Ryder, Robin e Thouzeau, Valentin e Greenhill, Simon J. e List, Johann-Mattis. Proceedings of the National Academy of Science of the United States of America 21. 10317-10322. doi:10.1073/pnas.1817972116